# Tunisiens nationella dialogkvartett

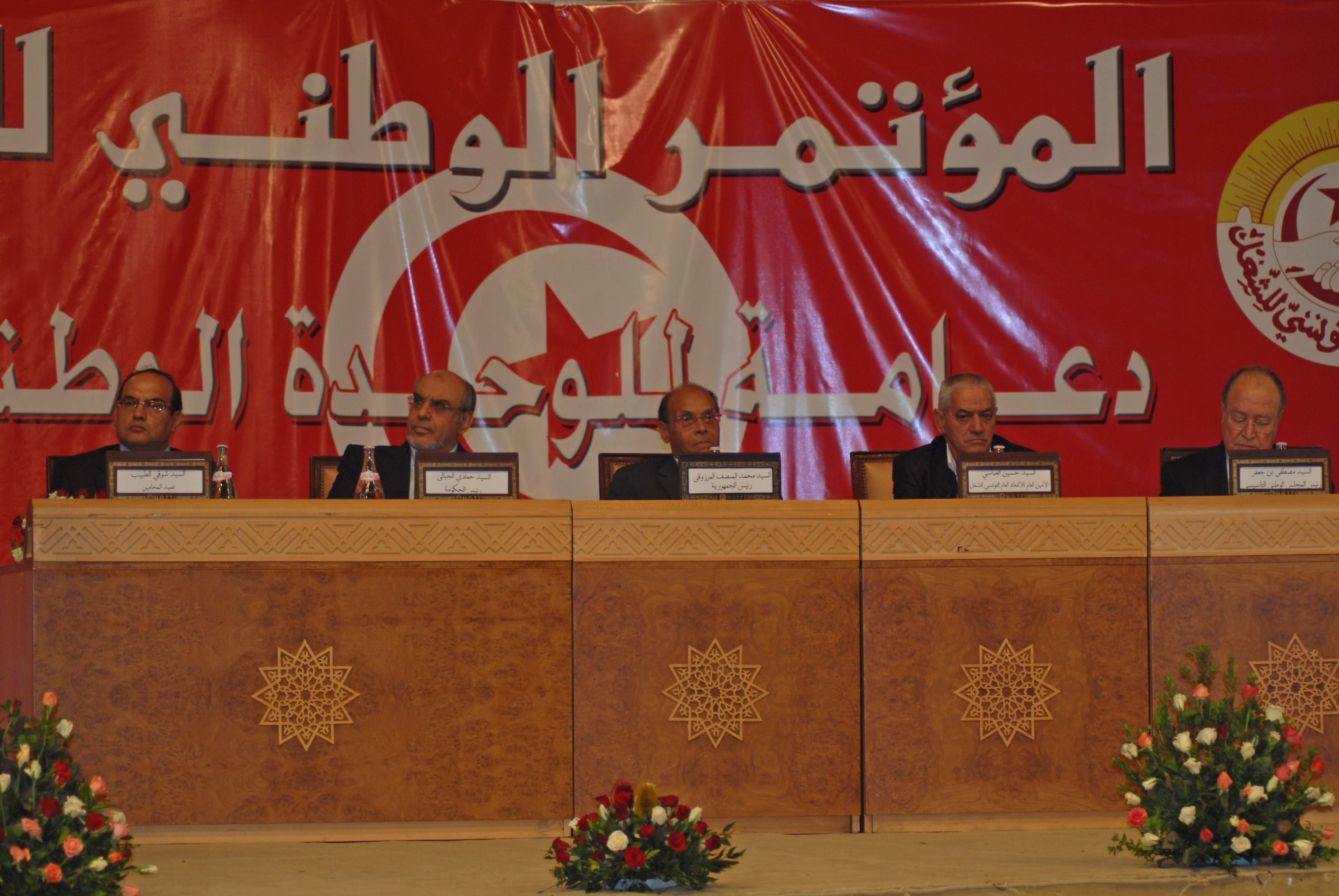
Tunisiens nationella dialogkvartett, oktober 2012

Tunisiens nationella dialogkvartett är en grupp av fyra tunisiska organisationer som arbetar för att införa och säkra en stabil demokrati efter jasminrevolutionen 2011. Kvartetten bildades i december 2013 när demokratiseringsprocessen i Tunisien riskerade att kollapsa på grund av politiska mord och omfattande social oro i landet.
Kvartetten består av fyra organisationer från olika sektorer och värderingar: arbetsliv och välfärd, rättsstatsprinciper och mänskliga rättigheter. Följande organisationer ingår:
- Fackföreningen Union Générale Tunisienne du Travail (UGTT)
- Arbetsgivarorganisationen Union Tunisienne de l’Industrie, du Commerce et de l’Artisanat (UTICA)
- Människorättsorganisationen La Ligue Tunisienne pour la Défense des Droits de l’Homme (LDTH)
- Den nationella advokatföreningen Ordre National des Avocats de Tunisie.

Tunisiens nationella dialogkvartett tilldelades Nobels fredspris 2015 "för dess avgörande bidrag till uppbyggandet av en pluralistisk demokrati i Tunisien i kölvattnet av jasminrevolutionen 2011".